# André Vix
André Vix (né le 5 mars 1946 au Perreux) est un athlète français, spécialiste du saut en longueur.

## Biographie
Il est sacré champion de France du saut en longueur en 1972 à Colombes avec la marque de 7,94 m.